# Idiom (Bündnerromanisch)
Ein Idiom der im Schweizer Kanton Graubünden gesprochenen bündnerromanischen (rätoromanischen) Sprache ist eine als Schriftsprache genormte Sprachvarietät, die für je eine regional zusammenhängende Gruppe der von Gemeinde zu Gemeinde variierenden gesprochenen Dialekte eine genormte Rechtschreibung darstellt.

## Begriffsabgrenzung
Somit sind hier die Begriffe «Idiom» für eine Schriftsprache und «Dialekt» für die gesprochene Sprache gegenübergestellt. Ausserdem kontrastiert der so verwendete Begriff «Idiom» mit dem Begriff «Rumantsch Grischun», der eine erst 1982 geschaffene einheitliche Schriftsprache für den gesamten bündnerromanischen Sprachbereich in Graubünden bezeichnet, die seit 1996 eine der vier Amtssprachen der Schweiz darstellt. Das Rumantsch Grischun sollte die Idiome als Alphabetisierungs- und als lokale Behördensprache ablösen, jedoch wurde dies nicht allgemein akzeptiert, sodass seit 2012 die Idiome wieder im Schulunterricht und auch wieder vermehrt im öffentlichen Bereich (Informationstafeln usw.) verwendet werden.

## Idiome der Rumantschia
Es gibt folgende fünf Idiome der Rumantschia:
- Surselvisch (Sursilvan)
- Sutselvisch (Sutsilvan)
- Surmeirisch (Surmiran)
- Oberengadinisch (Puter, Putèr)
- Unterengadinisch (Vallader)